# Василюк Ірина Василівна
Ірина Василівна Василюк (нар. 18  травня 1985) — українська футболістка і футзалістка, захисниця, виступала в збірній України з футболу.

## Клубна кар'єра
Проживала в Луцьку. Футболом розпочала займатися на професіональному рівні у 19-річному віці, після переїзду до Києва. Дорослу футбольну кар'єру розпочала в столичному клубі «Київська-Русь». Потім перейшла до харківського «Металіста», з яким у сезоні 2004/05 років виступала в жіночій Лізі чемпіонів. У 2008 році виїхала до Росії, де виступала за «Енергію» (Воронеж). Наступного сезону повернулася до України, захищала кольори «Іллічівки». Проте по ходу сезону виїхала до Польщі, де виступала у місцевій вищій лізі за «Медик» (Конін). У 2012 році повернулася до Росії, підписавши контракт з «Мордовочкою». Дебютувала за нову команду 8 жовтня 2012 року в переможному (2:0) домашньому поєдинку 6-о туру чемпіонату Росії проти «Дончанки» (Азов). Ірина вийшла на поле в стартовому складі та відіграла увесь матч, а на 78-й хвилині відзначилася дебютним голом за свою команду. У команді відіграла три сезони, за цей час у чемпіонаті Росії зіграла 32 матчі та відзначилася 3-а голами. У 2015 році підсилила «Рязань-ВДВ», за який дебютувала 18 квітня того ж року в нічийному (1:1) виїзному поєдинку 1-о туру чемпіонату Росії проти «Росіянки». Василюк вийшла на поле в стартовому складі та відіграла увесь матч. У команді провеле один сезон, зіграла 20 матчів у російському чемпіонаті, забитими м'ячами не відзначалася. У 2016 році повернулася до України, де підписала контракт з «Житлобудом-2». У сезоні 2017/18 років разом з харків'янками стала віце-чемпіоном України.

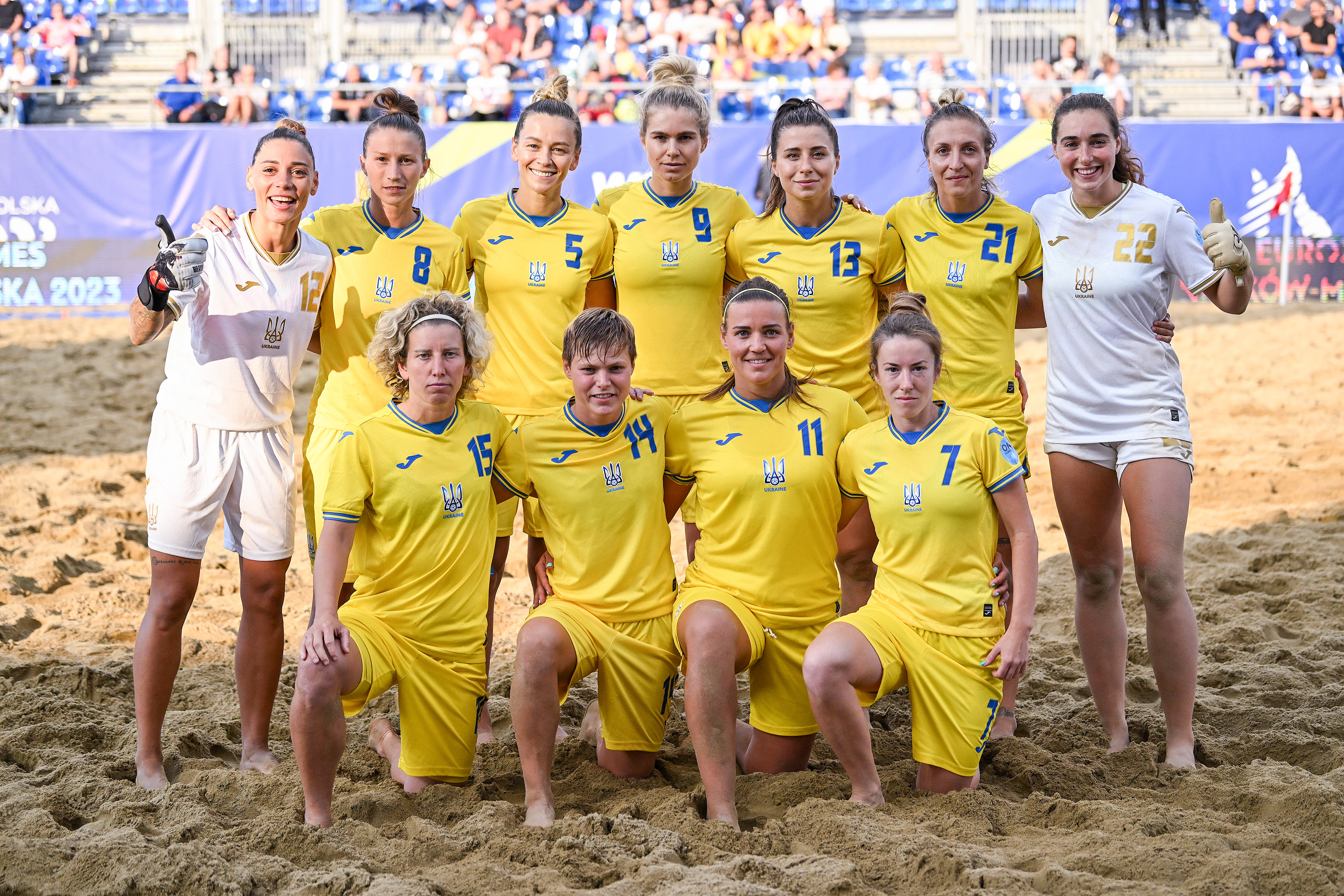
Ірина Василюк (№15) у складі жіночої збірної України з пляжного футболу на Європейських іграх 2023

## Кар'єра в збірній
Дебютувала у національній збірній України 28 квітня 2004 року в програному (0:6) поєдинку проти Німеччини, вийшовши на поле на останні 20 хвилин матчу. У 2008 році потрапила до списку футболісток, які поїхали на чемпіонат Європи 2009 року. Українки посіла останнє четверте місце в своїй групі і покинули турнір. Востаннє футболку національної команди одягла 4 вересня 2018 року в переможному (2:0) домашньому поєдинку проти Угорщини. Василюк вийшла на поле в стартовому складі та відігравла увесь матч. У складі збірної України зіграла 65 матчів.

## Досягнення
«Житлобуд-2»
- Чемпіонат України
  -  Срібний призер (1): 2017/18

## Державні нагороди
- Медаль «За працю і звитягу» (7 вересня 2023) — За досягнення високих спортивних результатів на ІІІ Європейських іграх у м.Кракові (Республіка Польща), виявлені самовідданість та волю до перемоги, піднесення міжнародного авторитету України.[6]